# Хосе Луїс Гая
Хосе Луїс Гая (нар. 25 квітня 1995, Педрегер, Іспанія) — іспанський футболіст, лівий захисник іспанської «Валенсії» та збірної Іспанії.

## Життєпис
Хосе Луїс — вихованець системи розвитку молодих талантів «Валенсії». За другу команду клубу «ФК Валенсія Месталья» свій перший виступ провів у сезоні 2011/12. Починаючи з сезону 2012/13, став одним з основних гравців другої команди «Валенсії». 30 жовтня 2012 Хосе Луїс провів свій перший виступ за основну команду «Валенсії» у кубковому матчі з «ФК Льягостера». 12 грудня 2013 провів свою першу гру в єврокубках, відігравши всі 90 хвилин групового етапу Ліги Європи проти «Кубані». Перший гол за «Валенсію» забив 26 вересня 2014 в матчі проти «Кордоби».

## Титули і досягнення
- Володар Кубка Іспанії (1):

Валенсія: 2018-19